# Iquitos (buque)

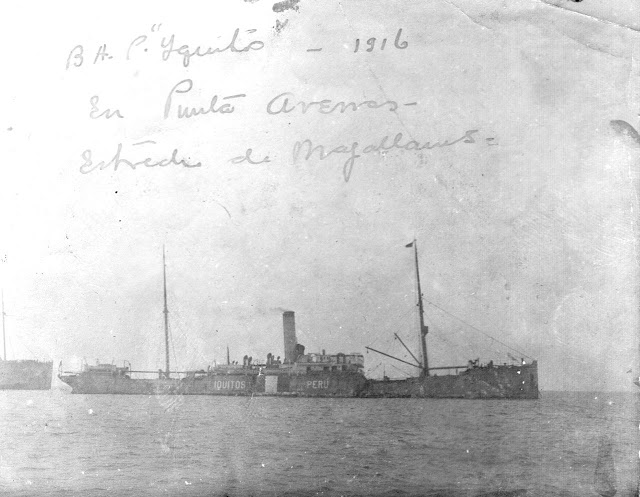
El Iquitos en uno de sus viajes como buque transporte (descripción del lugar en la imagen).

El Transporte Iquitos fue un antiguo barco peruano que sirvió como buque transporte.

## Historia
Fue comprado por el gobierno peruano en 1906, siendo la primera compra significativa de la Marina de Guerra del Perú en el siglo XX.
En 1907 fue elegido como buque escuela por el gobierno peruano, luego de que el pontón Perú fuera retirado de sus labores como escuela naval
Así se mantuvo hasta marzo de 1909 cuando debido la recomendación del director de Marina Marguerye se efectuó el traslado de la escuela naval a un local en tierra debido a que su funcionamiento a bordo del Iquitos presentaba inconvenientes, como por ejemplo, el Iquitos durante el año 1908 efectuó continuos viajes en su función como buque transporte a lo largo del litoral, lo que obligó a reemplazar profesores de la talla de Víctor Andrés Belaúnde y Federico Villarreal por oficiales de dotación del buque, quienes no obstante su entusiasmo y empeño al tener que compartir las labores propias de la navegación con la docencia, indirectamente conllevaron al detrimento de la instrucción, luego de esto el Iquitos volvió a sus servicios como buque mercante.
Finalmente fue desguazado en 1934.